# Singe (astrologie chinoise)
 (signalé en juillet 2025).
Si vous disposez d'ouvrages ou d'articles de référence ou si vous connaissez des sites web de qualité traitant du thème abordé ici, merci de compléter l'article en donnant les références utiles à sa vérifiabilité et en les liant à la section « Notes et références ».
- Archive Wikiwix
- Bing
- Cairn
- DuckDuckGo
- E. Universalis
- Gallica
- Google
- G. Books
- G. News
- G. Scholar
- Persée
- Qwant
- (zh) Baidu
- (ru) Yandex
- (wd) trouver des œuvres sur Wikidata

Pour les articles homonymes, voir singe (homonymie).
Le Singe (猴) est le neuvième animal dans l'ordre d'arrivée qui apparaît dans le zodiaque chinois, lié au calendrier chinois. 

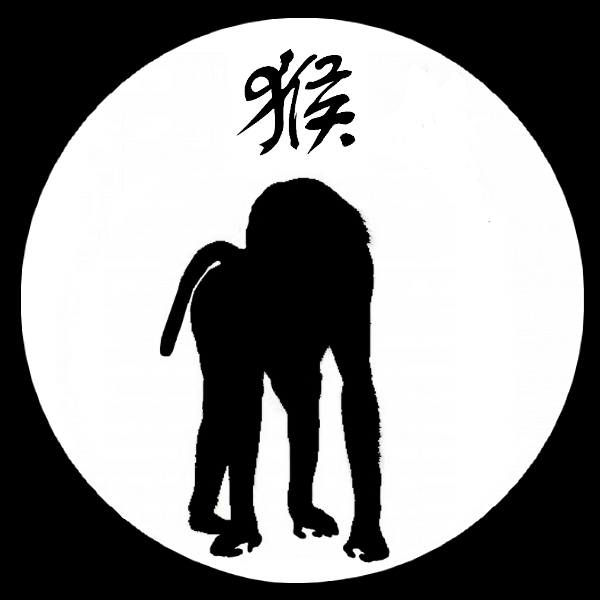
Signe astrologique chinois du Singe.

## Les années et les cinq éléments

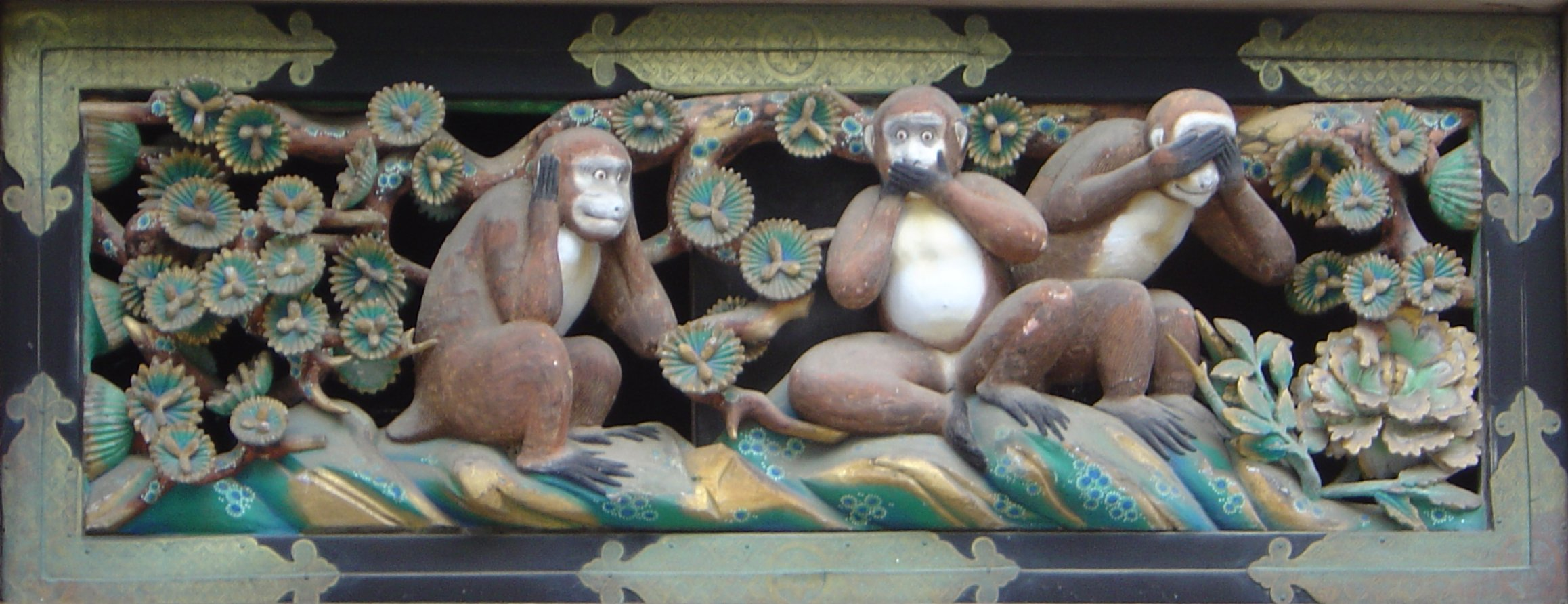
Les trois singes de la sagesse du temple Tōshō-gū de Nikkō, au Japon.

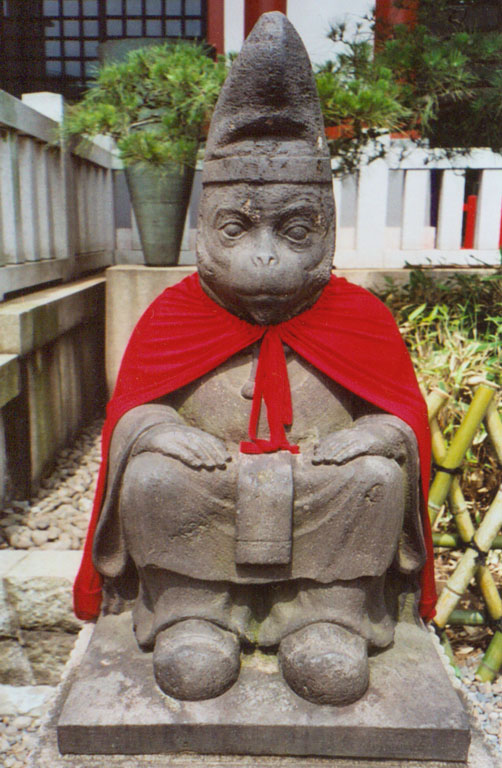
Statue d'un singe dans un temple shinto de Tokyo.

| Date initiale   | Date finale     | Élément    |
| --------------- | --------------- | ---------- |
| 26 février 1932 | 25 janvier 1933 | Eau (水)   |
| 25 janvier 1944 | 12 février 1945 | Bois (木)  |
| 12 février 1956 | 30 janvier 1957 | Feu (火)   |
| 30 janvier 1968 | 16 février 1969 | Terre (土) |
| 16 février 1980 | 4 février 1981  | Métal (金) |
| 4 février 1992  | 22 janvier 1993 | Eau (水)   |
| 21 janvier 2004 | 8 février 2005  | Bois (木)  |
| 8 février 2016  | 27 janvier 2017 | Feu (火)   |
| 26 janvier 2028 | 12 février 2029 | Terre (土) |
| 12 février 2040 | 31 janvier 2041 | Métal (金) |

## Éléments astrologiques de base
| Branche terrestre de l'année de naissance | Shen (申)                                                 |
| Les cinq éléments                         | Métal (金)                                                |
| Yin yang                                  | Yang (陽)                                                 |
| Mois lunaire                              | Septième                                                  |
| Chiffres porte-bonheur                    | 3, 7, 9 ; à éviter : 2, 5, 8                              |
| Fleurs porte-bonheur                      | Chrysanthème                                              |
| Couleurs porte-bonheur                    | Blanc, or, bleu ; à éviter : rouge, noir, gris, café noir |